# الحادث (رواية)
الحادث هي إحدى روايات الروائية الأمريكية دانيال ستيل (بالإنجليزية Accident) وهي من الروايات الرومانسية.

## نبذة قصيرة
تدور أحداث الرواية عن امرأة في منتصف العمر تعيش حياة هادئة مع زوجها وابنتها وابنها الصغير. وتتعرض حياتها لسلسلة من الانهيارات حيث تصاب الابنة في حادث يلقي بها في غيبوبة طويلة بين الحياة والموت، كما تكتشف في نفس التوقيت خيانة زوجها الذي يهجر البيت في هذا التوقيت الحرج ويطلب منها الاطباء تقرير مصير ابنتها برفع الاجهزة عنها ام الاستمرار في وضعها حيث يتم تشخيصها بالموت الاكلينيكي. تحاول التماسك ومواجهة مشكلاتها ويظهر صديق جديد في حياتها يساعدها على تخطي المحنة.